# Lac Laberge
Pour l’article ayant un titre homophone, voir Lacs Laberge.
Le lac Laberge est un élargissement du fleuve Yukon, situé au 83e kilomètre du fleuve, au nord de Whitehorse au Yukon (Canada). Il fait 50 km de long et de 2 km à 5 km de large. Ses eaux sont toujours très froides et restent gelées bien plus longtemps que celles du Yukon. Il est célèbre pour ses tempêtes brutales et subites.

## Toponymie
Les peuples autochtones de la région donnent au lac Laberge, bien avant qu'il soit ainsi nommé, plusieurs autres noms. Le peuple Tutchone du Sud, originaire du secteur, l'appelle Tàa'an Män, le peuple Tagish l'appelle Kluk-tas-si et les Tlingits, Tahini-wud.
Son nom officiel lui est toutefois donné en mémoire de Michel Laberge, né en 1837 à Châteauguay au Québec, pour ses services à la géographie tel que rapporté dans le volume IX de l'année 1898, du National Geographic, précisément aux pages 137 à 139. On y lit que le nom est aussi reconnu par le U.S. Board on Geographic Names. Il est entre autres le premier Blanc avec Frank Ketchum, un néo-brunswickois de Saint-Jean, à explorer le Yukon de sa source à la mer, en 1866. Il est qualifié de voyageur infatigable, un charmant compagnon de route sur la piste ou près du feu, advenant lorsque sollicité, adroit et plein de tact dans ses échanges avec les autochtones, généreux et obligeant envers ceux qui étaient peu expérimentés... En peu de mots, un vrai voyageur et une personne de grande valeur ; toute personne l'ayant connue durant cette période ne peut se souvenir de lui qu'avec admiration et affection.

## Histoire
Ce lac était bien connu des prospecteurs, pendant la ruée vers l'or du Klondike, qu'ils empruntaient pour descendre le Yukon afin de se rendre à Dawson City. Il en est fait mention dans plusieurs œuvres littéraires comme L'Appel de la forêt (1903) de Jack London ou le poème Robert William Service The Cremation of Sam McGee (1907).
Au printemps 2009, un bateau à aubes de 1901 y a été retrouvé : l'A. J. Goddard. Il avait sombré tuant trois membres de l'équipage. Le gouvernement du Yukon a désigné le lieu du naufrage comme étant désormais un site historique. Un phonographe y a été retrouvé, avec plusieurs enregistrements, donnant une idée de ce qu'écoutaient les mineurs durant la ruée vers l'or du Klondike.

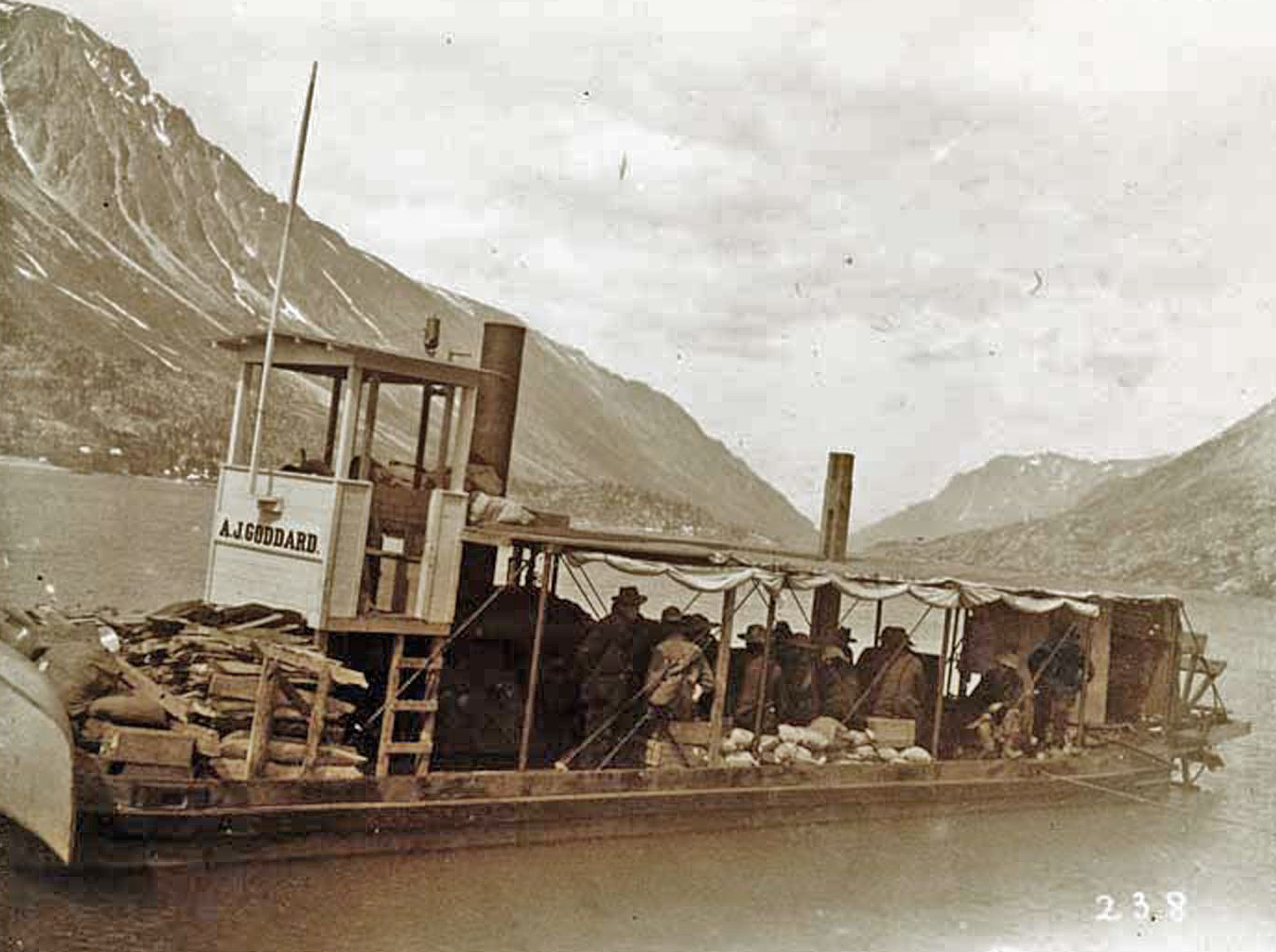
A. J. Goddard, 1898